# Mount Scherger
Mount Scherger ist ein 1522 m hoher Berg im ostantarktischen Mac-Robertson-Land. Er ragt unmittelbar westlich des Mount McCauley im südlichen Teil der Prince Charles Mountains auf.
Entdeckt wurde er 1956 bei einem Überflug im Rahmen der Australian National Antarctic Research Expeditions. Das Antarctic Names Committee of Australia (ANCA) benannte ihn nach Air Marshal Frederick Rudolph William Scherger (1904–1984), Oberkommandierender der Royal Australian Air Force zwischen 1957 und 1961.